# Желєзнодорожна Казарма 347 км
Желєзнодоро́жна Каза́рма 347 км (рос. Железнодорожная Казарма 347 км) — селище у складі Алейського району Алтайського краю, Росія. Входить до складу Большепанюшевської сільської ради.
Стара назва — Желєзнодорожна казарма 347 км.

## Населення
Населення — 10 осіб (2010; 13 у 2002).
Національний склад (станом на 2002 рік):
- росіяни — 100 %